# Castellnou de Bages
Castellnou de Bages är en kommun i Spanien.   Den ligger i provinsen Província de Barcelona och regionen Katalonien, i den östra delen av landet, 500 km öster om huvudstaden Madrid. Antalet invånare är 1 184. Arean är 29,2 kvadratkilometer. Castellnou de Bages gränsar till Balsareny, Sallent, Santpedor, Callús, Súria och Navàs. 
Terrängen i Castellnou de Bages är varierad.